# Ołeksandr Kowpak
Ołeksandr Ołeksandrowycz Kowpak, ukr. Олександр Олександрович Ковпак (ur. 2 lutego 1983 w Smile, w obwodzie czerkaskim, Ukraińska SRR) – ukraiński piłkarz, grający na pozycji napastnika, reprezentant Ukrainy.

## Kariera piłkarska

### Kariera klubowa
Najpierw trenował gimnastykę sportową w Smile. W 14 lat zapisał się do piłkarskiej sekcji, występował w juniorskiej drużynie. Rozpoczął karierę piłkarską w 2003 w klubie FK Czerkasy, dokąd go zaprosił trener Serhij Puczkow. Młodym napastnikiem zainteresowali się kluby najwyższej ligi ukraińskiej i w 2005 został piłkarzem Tawrii Symferopol. 1 marca 2005 debiutował w Wyższej Lidze w meczu Tawrija Symferopol - Borysfen Boryspol, a 13 marca już zdobył pierwsze dwa gola w meczu przeciwko Worskła-Naftohazu Połtawa. W drużynie pełnił również funkcję kapitana. 2 grudnia 2010 przeszedł do Arsenału Kijów. 21 stycznia 2013 r. podpisał 3-letni kontrakt z FK Sewastopol. 1 lipca 2014 przeszedł do Worskły Połtawa. W maju 2016 po wygaśnięciu kontraktu opuścił połtawski klub, a 20 lipca 2016 został piłkarzem klubu Czerkaśkyj Dnipro Czerkasy. 1 sierpnia 2017 przeniósł się do FK Połtawa. W lipcu 2018 został piłkarzem Desny Czernihów. 22 lutego 2019 wrócił do Arsenału Kijów. 1 września 2019 podpisał kontrakt z Czornomorcem Odessa. 26 listopada 2019 opuścił odeski klub. 25 grudnia 2019 został piłkarzem Polissia Żytomierz.

### Kariera reprezentacyjna
W czerwcu 2009 roku został powołany do reprezentacji Ukrainy na mecz kwalifikacyjny Mistrzostw Świata 2010 z Chorwacją.

## Sukcesy i odznaczenia

### Sukcesy klubowe
- zdobywca Pucharu Ukrainy: 2009/10
- finalista Superpucharu Ukrainy: 2010

### Sukcesy indywidualne
- król strzelców Premier Lihi w 2009: 17 goli.